# Lake Rerewhakaaitu
Der Lake Rerewhakaaitu ist ein Kratersee im Rotorua District der Region Bay of Plenty auf der Nordinsel von Neuseeland.

## Geographie
Der See befindet sich rund 25 km südöstlich von Rotorua und damit rund 5,5 km südlich des Mount Tarawera, des Vulkans, der am 10. Juni 1886 als letzter Vulkan des Gebiets des Okataina Volcanic Centre ausbrach und über 100 Menschen in der nahen Umgebung den Tod brachte.
Mit einer Nord-Süd-Ausdehnung erstreckt sich der See über eine Länge von rund 3,8 km und misst an seiner breitesten Stelle rund 2,5 km in Ost-West-Richtung. Bei einer Uferlinie von rund 15,1 km dehnt sich der See über eine Fläche von rund 6,32 km² aus und besitzt ein Wassereinzugsgebiet von rund 49,7 km². Der über mehrere Arme verzweigte See, dessen mittlere Tiefe mit 7,1 m angegeben wird, ist trotz einer maximalen Tiefe von 15 m insgesamt aber recht flach und verfügt über ein geschätztes Wasservolumen von rund 45 Mill. km³. Die Hauptwasserzuflüsse erhält der See über die beiden von Süden kommenden kleinen Flüsse Awaroa Stream und Mangakino Stream. Ein Wasserabfluss hingegen existiert nicht.
Rund 4 km nordwestlich befindet sich der Lake Rotomahana und dahinter der Lake Tarawera als größter See im Okataina Volcanic Centre. Rund 7,5 km westlich ist noch der kleine See Lake Okaro zu finden.
Zu erreichen ist der See von Westen über den New Zealand State Highway 38 und der Rerewhakaaitu Road.

## Awaatua-Kratersee
An der westlichen Seite des Lake Rerewhakaaitu befindet sich noch ein 15 Hektar großer Kratersee, Awaatua Crater genannt, zu dem ein kleiner 1 m breiter und gut 100 m langer und flacher Kanal als Verbindung besteht. Der Kratersee besitzt eine Tiefe von 31 m und eine mittlere Tiefe von rund 15 m. Das Gewässer hat an der Oberfläche eine längliche Form und misst 630 m in der Länge und hat eine maximale Breite von rund 250 m.